# Pseudepicausta angulata
Pseudepicausta angulata är en tvåvingeart som beskrevs av Friedrich Georg Hendel 1914. Pseudepicausta angulata ingår i släktet Pseudepicausta och familjen bredmunsflugor. Inga underarter finns listade i Catalogue of Life.